# 1948년 대한민국
이 문서는 1948년 미군정 시기 남한과 대한민국에서 일어난 사건을 다룬다.

## 재임자
- 대통령 : 이승만
- 부통령 : 이시영

## 사건
- 1월 7일 - UN, 유엔한국임시위원단 방한.
- 1월 30일 - 1948년 동계 올림픽 개막, 한국 대표팀 참가.
- 2월 7일 - 2·7 사건 발생.
- 2월 26일 - UN, UN의 감시가 가능한 38線 이남 지역에서만의 선거 결의.
- 4월 3일 - 제주 4·3 사건 발발.
- 4월 14일 - 한신교육투쟁 발발.
- 4월 19일 - 남북 연석회의가 시작하다.
- 5월 10일 - 제헌 국회 구성을 위한 첫 총선거가 실시되었다.
- 7월 17일 - 대한민국을 국호로 하는 대한민국 제헌 헌법(大韓民國制憲憲法)이 공포되었다. 존 하지, 미군정 폐지 공식 선언.
- 7월 29일 - 1948년 하계 올림픽 개막, 대한민국 대표팀 참가.
- 8월 4일 -  제헌국회, 의장과 부의장에 각각 신익희(申翼熙)와 김약수(金若水)선출
- 8월 5일 - 국회, 초대 대법원장 김병로(金炳魯) 인준
- 8월 7일 - 초대 정부 기구를 11부4처66국으로 결정
- 8월 15일 - 대한민국 정부 수립, 제1공화국 시작.
- 8월 16일 - 미군정, 대한민국 정부에 정권 이양
- 9월 3일 - 미군정, 경찰권 대한민국에 이양
- 9월 5일 - 국방경비대 개편으로 대한민국 육군과 대한민국 해군 발족
- 9월 7일 - 국회, 반민족행위처벌법 통과
- 9월 12일 - 국회, 연호를 단기(단군기원)로 변경 공포
- 9월 22일 - 국회, 친일파 단죄를 위한 반민족행위처벌법 공포
- 9월 28일 - 정부, 남북교역중지 선언
- 9월 30일 - 국회, 한글전용법안 가결
- 10월 19일 - 여수·순천 사건.
- 11월 26일 - 반민법개정안 국회통과
- 12월 12일 - 제3차 유엔총회, 대한민국을 한반도에서 UN 위원단의 감시 아래 대다수 주민의 자유로운 선거가 치러진 지역 내 유일한 합법 정부로 결의.

## 탄생
- 2월 2일 - 대한민국 제16대 대통령 故 노무현의 영부인 권양숙.
- 3월 12일 - 가수 한대수.
- 3월 26일 - 바이올리니스트 정경화.
- 3월 28일 - 정치인 강재섭.
- 4월 1일 - 의학자 문신용.
- 4월 10일 - 성악가 강병운
- 5월 5일 - 소설가, 기자, 문학평론가 김훈.
- 5월 25일 - 인권운동가 서준식.
- 6월 14일 - 동양철학자 김용옥.
- 7월 2일 - 성우 노민.
- 7월 15일 - 가수 김세환.
- 8월 8일 - 승려, 정치인 김길수.
- 8월 26일 - 노동운동가 전태일.
- 9월 14일 - 사업가 정몽헌.
- 10월 10일 - 조폭 김태촌.
- 10월 22일 - 배우 주호성.
- 12월 23일 - 배우 노영국.
- 12월 29일 - 산악인 고상돈.

## 사망
12월 10일- 나혜석

## 같이 보기
- 1948년 대한민국의 영화 목록